# Coregonus widegreni
Coregonus widegreni is een straalvinnige vissensoort uit de familie van zalmen (Salmonidae) en de onderfamilie houtingen. Deze houtingsoort komt voor in het gebied rond de Oostzee, de Botnische Golf en verder in Europees Rusland.

## Herkenning
De vis is gemiddeld tussen de 19 en 46 cm, maar kan 55 cm lang worden. Er zijn een aantal kenmerken waardoor deze houtingsoort verschilt van andere houtingen in het gebied. De vis heeft onder andere een onderstandige bek, 21 tot 32, korte kieuwboogaanhangsels en 82 tot 100 schubben op de zijlijn.

## Verspreiding en leefgebied
De vis komt voor in het zuiden van de Oostzee, Botnische Golf, Gotland en in grote zoete wateren in Zweden zoals onder andere het Vänermeer, Vättermeer en het Hornavan bij Arjeplog en in Europees Rusland in het stroomgebied van de Neva en het Ladogameer en Onegameer. De vissen paaien in zoet water in riviermondingen en de vissen die in afgesloten meren leven, verblijven in open, diep (meer dan 50 m diep) water waar zij ook paaien.

## Status
Over eventuele bedreigingen voor het voortbestaan van deze houtingpopulaties ontbreekt informatie. Daarom staat de soort op de Rode Lijst van de IUCN als Onzeker, beoordelingsjaar 2008.